# Epia madeira
Epia madeira är en fjärilsart som beskrevs av William Schaus 1920. Epia madeira ingår i släktet Epia och familjen silkesspinnare. Inga underarter finns listade i Catalogue of Life.